# 関東バス五日市街道営業所

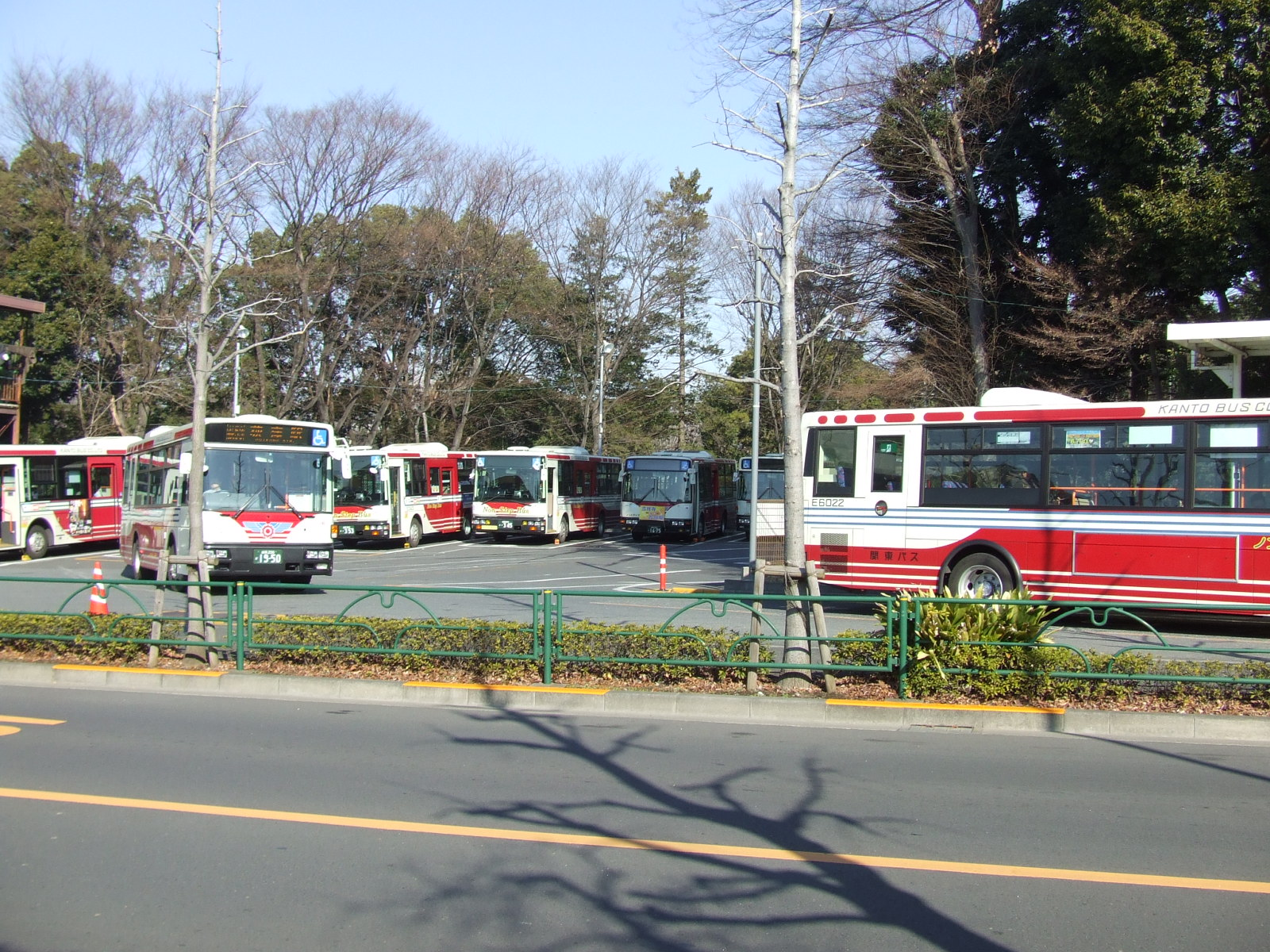
関東バス五日市街道営業所の社屋とは別敷地の車庫(五日市街道上り方向)

関東バス五日市街道営業所（かんとうバスいつかいちかいどうえいぎょうしょ）は、東京都杉並区成田西にある関東バスの営業所。
五日市街道・環八通り沿線を中心とする同区南部と周辺地域の路線を受け持ち、狭隘な道路を走る路線が多いことから、中・小型車を積極的に使用している。

## 沿革
五日市街道営業所の沿線は、1920年（大正9年）に創業した進運乗合自動車（しんうんのりあいじどうしゃ）が営業範囲としていた。
戦時中、進運は近隣の中野乗合自動車や昭和自動車商会と共に関東乗合自動車へ合併され、関東バスの川南営業所となった。しかし、昭和30年代になって輸送力の増強が進み、手狭になったことから現在地に移転。西田町営業所を経て、現在の五日市街道営業所に改称した。
- 1962年（昭和37年）2月1日：西田町仮営業所を開設。
- 1964年7月23日：川南営業所の機能を正式に西田町仮営業所に移設。西田町営業所に改称。
- 1964年8月1日：五日市街道営業所に改称。
- 1965年9月8日：（旧）事務所を新築。
- 1970年11月1日：烏山線でワンマン運転開始。これにより、関東バス全路線のワンマン化が完了する。
- 1987年6月27日：仮事務所に移転。
- 1988年6月17日：整備工場を新築。
- 1989年8月8日：（新）事務所を新築。
- 1989年10月7日：中35で深夜バスの運行を開始。
- 1995年1月23日：荻53で深夜バスの運行を開始。
- 1998年1月16日：荻52と中35の深夜バスを廃止、荻56と高44を新設。高43で深夜バスの運行を開始。
- 2001年6月1日：高44と高43の深夜バスを廃止し、中36を終日中野駅発着へ変更。新01新設。中35で深夜バスの運行を再開。
- 2002年5月13日：荻55を短縮、荻57と烏20を新設。
- 2002年6月1日：高45と新02を京王バス東・永福町営業所との共管で新設。
- 2004年10月16日：荻61と旧・荻71を統合し荻62を新設。
- 2007年9月16日：荻57・烏20・千歳烏山駅→牟礼を廃止、荻58を新設（荻57は給田始発の1便のみ残存）。
- 2008年9月16日：荻62と高40・41を廃止し高61、新・荻71を新設。1便のみ残っていた荻57を荻58とする。
- 2009年10月1日：高63を新設、高61を廃止。
- 2010年9月27日：荻60で深夜バスの運行を開始。
- 2010年10月1日：新・荻71を廃止。
- 2011年5月1日：E3015がこの日限りで引退し、五日市街道営業所から3扉車が全廃される。
- 2011年9月16日：中野駅再開発事業のため成宗線の中野駅バス停が南口に移動する。
- 2012年4月2日：給田始発の1便を廃止する。
- 2013年9月20日：高10（高円寺駅 - 豊玉南住宅 - 練馬駅）を新設する。
- 2014年11月19日：土・休日の日中の中35の運行を全て中36に切り替える。
- 2016年9月1日：杉並区コミュニティバス・すぎ丸のかえで路線を青梅街道営業所から移管される。

## 現行路線

### 成宗線

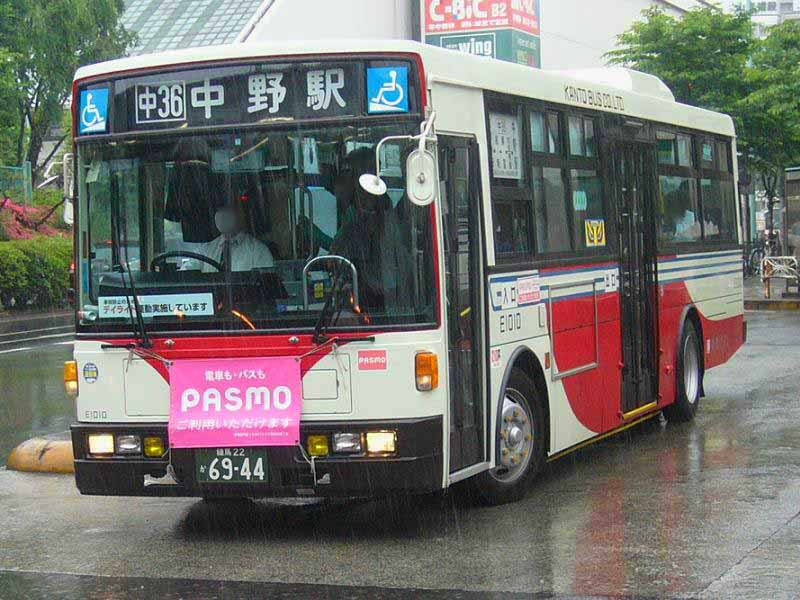
2011年9月15日まで中野駅に到着する際は、一度北口ロータリーで転回していた。(E1010)

- 中35：中野駅（南口） - 東高円寺駅 - 大法寺前 - 松の木 - 成田東 - 五日市街道営業所 　(日中は運休)
- 中36：中野駅（南口） - 東高円寺駅 - 大法寺前 - 松の木 - 成田東 - 五日市街道営業所 - 柳窪 - 春日神社 - 松庵二丁目 - 松庵 - 吉祥寺駅（北口）
- （出庫）：五日市街道営業所 → 柳窪 → 春日神社 → 松庵二丁目 → 松庵 → 吉祥寺駅（北口）

中野駅から大久保通りを経て東高円寺駅、青梅街道経由で新高円寺駅へ向かい、五日市街道に入って五日市街道営業所・吉祥寺駅方面へ結ぶ路線。成宗は五日市街道沿線の旧地名。2007年10月16日（実際は20日、21日）から、土休日・日中の運転間隔が21分から14分に改正された。その後、2012年4月2日から平日・日中も14分間隔になった。2014年11月19日より、土休日・日中は中35の運行の運行を全て中止し、全便中36となった。
新高円寺駅に停車するのは吉祥寺方面のみで、中野方面は新高円寺付近で五日市街道の新道を経由するため、新高円寺駅には停まらない。新高円寺駅へは大法寺前より徒歩数分でのアクセスとなる。
2012年1月15日、和田堀公園入口停留所が「成田東三丁目」に改称された。2012年2月15日、駅前通り停留所が「サンロード入口」に改称された。

### 川南線
- 荻51：荻窪駅南口 - 荻窪四丁目 - 川南 - 荻窪二丁目 - 松渓中学 - シャレール荻窪
- （出入庫）：五日市街道営業所 - 柳窪 - 松渓中学 - シャレール荻窪

荻窪駅とシャレール荻窪（旧・荻窪団地）を結ぶ短距離路線で、朝晩を除きパターンダイヤが採用されている。非常に狭い道を走るため、新設当初から専属の中型車が使用されている。
荻窪二丁目 - シャレール荻窪は補助員が添乗している。
2012年1月15日、団地口停留所が「荻窪二丁目」に、荻窪団地停留所が「シャレール荻窪」に改称された。2013年12月9日よりシャレール荻窪停留所から従来折返しのために回送となっていた区間を延伸し、シャレール荻窪停留所の移設とその間に2ヶ所の停留所を新設、旧シャレール荻窪停留所（乗車側）を「荻窪一丁目北」に改称した（降車側は廃止）。

### 高井戸線
- 荻53：荻窪駅南口 - 荻窪四丁目 - 川南 - 荻窪二丁目 - 柳窪 - 五日市街道営業所
- 荻54：荻窪駅南口 - 荻窪四丁目 - 川南 - 荻窪二丁目 - 柳窪 - 高井戸駅 - 芦花公園駅
- 荻56：荻窪駅南口 - 荻窪四丁目 - 川南 - 荻窪二丁目 - 柳窪 - 日本年金機構入口
- 荻58：荻窪駅南口 - 荻窪四丁目 - 川南 - 荻窪二丁目 - 柳窪 - 高井戸駅 - 芦花公園駅 - 中宿 - 千歳烏山駅 - 給田 - 北野
- （出入庫）：五日市街道営業所 - 柳窪 - 日本年金機構入口
- （出入庫）：五日市街道営業所 - 柳窪 - 高井戸駅 - 芦花公園駅
- （出入庫）：五日市街道営業所 - 柳窪 - 高井戸駅 - 芦花公園駅 - 中宿 - 千歳烏山駅 - 給田 - 北野

荻窪駅から環八を南進し、京王線沿線へ向かう本営業所の主力路線。渋滞の激しい環八、旧甲州街道を走行するため定時性が保てているとは言い難いが、JR中央線、京王井の頭線、京王線を結ぶ杉並区では数少ない南北交通路線のため本数は多く、利用者も多い。
主力は荻54で、柳窪・京王井の頭線高井戸駅を経由し京王線芦花公園駅に至る。
荻58は荻54の終点である芦花公園駅から千歳烏山駅へと西進し、三鷹市北野に至る路線。高井戸線では一番長い距離を走る路線であるが、荻54と比べると毎時3本ほどと本数は少ない。
荻53は荻窪駅と営業所を結ぶ出入庫路線で、荻窪駅を発着する全系統の出入庫を受け持つ。以前は非常に偏ったダイヤだったが、2007年10月16日より上りの一部の時間帯を除き、一般的なダイヤに改定されたが、運転本数の少ない時間帯があるのは変わりない。深夜バスも運転されており、荻窪駅南口を発着する路線で最も遅くまで運行される（平日）。
荻56は平日朝夕のみの運行で荻窪駅と日本年金機構本部を結ぶ路線で、荻52を一区間延長した形で1998年1月16日に開業した。日本年金機構本部への通勤路線である一方で、朝夕の荻54・58系統の混雑緩和や環八の渋滞を回避し荻窪方の定時運行を支える側面を持つ。柳窪の交差点北東側には、現在も荻52が使用していた折返場の跡地がある（現在でも事業用車が度々行き来し停車し、活用はされている）。
荻窪から烏山方面への路線変革
かつて烏山・三鷹市方面に至る路線は荻55（荻窪駅 - 新川団地北口）が存在したが、2002年5月13日に烏山で分断、荻57（荻窪駅 - 給田）と烏20（千歳烏山駅 - 給田 - 新川団地北口 - 牟礼七丁目）が新設された。これによって新川地区では新規経路が設定されることとなったが、烏山・給田周辺での折返し用の待機所が確保出来ないことと、新川・牟礼地区における利用者の少なさから、2007年10月16日に烏20が廃止、荻57は早朝の上り1便のみとされ、荻58を新設した。烏20が廃止された同日に牟礼行きも廃止された（後述）ことにより、関東バスは新川・牟礼地区から完全に撤退した。2008年9月16日、荻57として残されていた給田始発の1便も荻58に統合され、荻57は正式には消滅したが、給田始発の廃止まで方向幕では荻57として設定されていた。2012年4月2日、給田始発の1便は北野始発に変更となり、荻57は完全に消滅した。
2010年2月1日、社会保険庁入口停留所が「日本年金機構入口」に改称された。2012年1月15日、団地口停留所が「荻窪二丁目」に、浴風園停留所が「浴風会前」に、芦花公園駅入口停留所が「芦花公園駅」に改称された。

### 春日線
- 荻60：荻窪駅南口 → 荻窪四丁目 → 大宮前体育館 → 宮前公園 → 春日神社 → 宮前三丁目 → 南荻窪二丁目 → 大宮前体育館 → 荻窪四丁目 → 荻窪駅南口
- （出庫）：五日市街道営業所 → 柳窪 → 春日神社 → 宮前三丁目 → 南荻窪二丁目 → 大宮前体育館 →荻窪四丁目 → 荻窪駅南口
- （入庫）：荻窪駅南口 → 荻窪四丁目 → 大宮前体育館 → 宮前公園 → 春日神社 → 宮前三丁目 → 南荻窪二丁目 → 宮前公園 → 柳窪 → 五日市街道営業所

荻窪駅から南荻窪・宮前地区を循環する変則8の字路線である。一方通行の狭隘な道を多く通るが、荻窪駅への通勤通学客や宮前四丁目の近くにある東京都立西高等学校への通学客の利用により利用率が高いために終日に渡って本数は多く、深夜バスも運転される。循環系統のため途中の大宮前体育館発車後に行き先が荻窪駅に変わり、終点の宮前三丁目を越えて南荻窪二丁目まで乗車できる。
宮前三丁目から荻窪駅に戻らずに入庫する便は宮前公園を2度通過し、春日神社近くの交差点より五日市街道に入る。出庫便は春日神社より荻窪駅行きとなる。この為宮前公園から荻窪駅に向かう場合は運転本数が他の停留所より少なくなる為注意が必要である。
2009年1月15日、電々アパート停留所が「宮前三郵便局西」に改称された。
2014年4月1日、荻窪小学校停留所が「大宮前体育館」に改称された。

### 烏山線
- 烏01：千歳烏山駅 → 烏山北小学校 → 寺院通り一番 → 寺院通り五番 → 久我山病院 → 烏山都営住宅前 → 烏山バイパス → 中宿 → 千歳烏山駅
- （出庫）：五日市街道営業所 → 柳窪 → 高井戸駅 → 芦花公園駅 → 千歳烏山駅 → 寺院通り → 久我山病院 → 烏山都営住宅前 → 烏山バイパス → 中宿 → 千歳烏山駅
- （入庫）：千歳烏山駅 → 烏山北小学校 → 寺院通り一番 → 寺院通り五番 → 久我山病院 → 烏山都営住宅前 → 烏山バイパス → 中宿 → 芦花公園駅 → 高井戸駅 → 柳窪 → 五日市街道営業所

千歳烏山駅を起終点とし、世田谷区北端の北烏山地区・久我山病院を時計回りに循環運転する。
昭和初期に個人事業者によって立ち上げられ、その後関東バスの前身企業の一つである進運乗合自動車が買収。戦時統合によって関東乗合自動車に渡った歴史を持つ。かつては寺院通りの往復運行を行っていた。それと同時に寺院通り - 烏山 - 牟礼線も運行され、この名残として以前烏02（久我山病院 → 烏山 → 給田 → 新川 → 牟礼）が存在した（後述）。通常は中型車での運行だが、彼岸時は大型車を投入する。
2012年1月15日、烏山停留所が「千歳烏山駅」に、浴風園停留所が「浴風会前」に、芦花公園駅入口停留所が「芦花公園駅」に改称された。

### 高円寺線
- 高10：高円寺駅北口 - 大場通り - 野方二丁目 - 八幡前 - 野方駅北口 - 中野北郵便局 - 豊玉南住宅 - 豊玉こうしん通り - 練馬駅(平日朝1本のみ）
- 高60：練馬駅 → 桜台駅 → 豊玉中二丁目 → 中野北郵便局 → 野方駅北口 → 八幡前 → 野方二丁目 → 大場通り → 高円寺駅南口（最終便のみ）
- 高60：高円寺駅北口 - 大場通り - 野方二丁目 - 八幡前 -  野方駅北口 - 中野北郵便局 - 豊玉中二丁目 - 練馬駅
- 高63：高円寺駅北口 - 大場通り - 野方二丁目 - 八幡前 - 野方駅北口 - 中野北郵便局 - 豊玉南住宅

高円寺駅から環七通りを北上し、練馬駅方面へ至る南北交通路線。野方駅付近は西武新宿線では珍しい立体交差となっているため、踏切通過待ちはないが、環七通りの交通量が多いため渋滞により遅延することも多い。1975年頃までは京王帝都（現・京王バス東）との共同運行だったが、京王が練馬営業所を閉鎖したことで撤退し、関東バスの単独運行となった。2008年3月16日に実施されたダイヤ改正により新たに高60を受け持つこととなり、従来から担当している丸山営業所、同日より参入した阿佐谷営業所との共管路線となった。その後、同年9月16日改正で五日市街道営業所の単独担当に変更され高61が新設された。
2009年10月1日のダイヤ改正で高61が廃止され、代替で高63が新設された。平日は朝夕のみの運行であり、高円寺駅発着路線として初めて深夜バスが設定された。

なお野方駅付近から高円寺駅への朝始車ダイヤにおいては、現在でも丸山営業所の高70系統が応援の形で1往復のみ残されている。
2009年5月1日、高円寺北二丁目停留所が「杉並芸術会館　座・高円寺前」に改称された。2011年11月15日、野方駅南口停留所が「野方駅入口」に改称された。2012年1月15日、桜台駅前停留所が「桜台駅」に、保健相談所前停留所が「リサイクルセンター入口」に改称された。
2013年9月20日のダイヤ改正で、豊玉南住宅から練馬駅までを最短経路で結ぶ高10が新設され、高10・60は日中時間帯において交互に運行される。同時に高63は早朝の高円寺駅行き1便と夜間の豊玉南住宅行き1便まで減便され、深夜バスも高10として練馬駅へ延伸された。なお、平日の高10高円寺駅行き最終便は南口行きとなる。
しかし豊玉こうしん通り付近の渋滞で定時運行が確保しにくい事から、2020年11月16日のダイヤ改正で高10は朝1往復のみに減便され、代わりに平日のみ阿佐谷営業所管轄の中03が新設された。また、最終便の高円寺駅南口行きも高60に変更された。
2021年3月16日のダイヤ改正で中03の土休日運行開始を受け、平日早朝1本のみとなった。

### 馬橋線
- 高43：高円寺駅南口 - 新高円寺駅 - 大法寺前 - 松の木 - 成田東 - 五日市街道営業所

営業所から高円寺駅への出入庫系統ながら1950年代初頭から運行されており、線名の「馬橋」は新高円寺駅周辺の旧町名である。高円寺線で使用する車両でも南口 - 北口は回送となる。
高円寺阿波おどり開催中は高円寺駅南口 - 五日市街道入口交差点間が交通規制により通行できなくなるため、高円寺駅北口始発となり環七通り・高円寺陸橋経由での迂回運行となる。この際、迂回区間内の途中停留所である「杉並芸術会館 座・高円寺前」・「杉並車庫前」は通過となり高円寺駅北口 - 新高円寺駅・大法寺前間は無停車で運行する。なお、規制時間帯は高円寺駅方面の「新高円寺駅」停留所も規制区間に含まれるため停車しない。
2012年1月15日、和田堀公園入口停留所が「成田東三丁目」に改称された。

### 松ノ木線

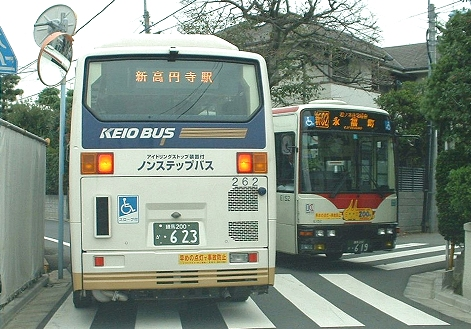
松ノ木線に充当される車両

- 高45：高円寺駅南口 - 新高円寺駅 - 大法寺前 - 松の木 - 松ノ木住宅 - 大宮八幡前 - 永福町（京王バス永福町営業所と共同運行）
- 新02：新高円寺駅 - 大法寺前 - 松の木 - 松ノ木住宅 - 大宮八幡前 - 永福町（京王バス永福町営業所と共同運行）

京王バスの永01（永福町 - 松ノ木住宅）をベースに、2002年（平成14年）6月1日付でJR高円寺駅まで延伸したもので、同時に関東バスが新規参入して共同運行となった。運賃は京王バスに合わせて現金210円（小児現金110円）としている。
松ノ木地区周辺の道路が非常に狭いため、専用の小型車が使用されている。日中は高45として運転されるが、それ以外は新02として新高円寺駅で折り返し新高円寺駅 - 永福町間の本数を同じ運行台数で増加させている。なお関東便の出入庫（新高円寺駅 - 五日市街道営業所）は回送となる。高円寺阿波踊り開催中は上述の高43とは異なり、高45は運休となり新高円寺駅 - 永福町間を通常の高45と同じダイヤにおいて新02として運行する。
2015年4月10日、大宮町停留所の高円寺方面が「方南水道道路」に改称された。
2019年10月16日、ダイヤ改正（19時以降の便を永福町〜高円寺駅南口まで延伸、最終バス繰り上げを含む）が行われた。

### 杉並区コミュニティバス・すぎ丸
- かえで路線：西荻窪駅 → 神明通り → 宮前四丁目 → 久我山駅 → 富士見が丘 → 西荻南三丁目 → 西荻窪駅

2008年11月29日に杉並区コミュニティバス「すぎ丸」の3番目の路線として開業。日野・ポンチョで運行され、運行間隔は約20分である。
2016年9月1日に青梅街道営業所から移管された。

## 廃止・移管路線

### 高井戸線（一部系統の廃止）
- 荻52：荻窪駅南口 - 荻窪四丁目 - 川南 - 団地口 - 柳窪

柳窪折返場の老朽化により、バス停一つ分延長して社会保険庁入口（現・日本年金機構入口）折り返しとすることになり1998年（平成10年）1月14日付で荻56系統に移行。
- 荻55：荻窪駅南口 - 荻窪四丁目 - 川南 - 団地口 - 柳窪 - 高井戸駅 - 芦花公園駅入口 - 烏山 - 給田 - 北野 - 新川団地北口

荻窪駅と新川団地を結ぶ長距離路線。2002年5月13日付で給田まで短縮、荻57となった。
- 荻57：荻窪駅南口 → 荻窪四丁目 → 川南 → 団地口 → 柳窪 →  高井戸駅 → 芦花公園駅入口 → 千歳烏山駅 → 給田

2007年（平成19年）9月16日付で北野へ延伸・荻58へ系統番号を変更したが、荻窪行きは早朝1便だけ残存していた。翌2008年（平成20年）9月16日付で荻57として残されていた給田始発の1便も荻58に統合され、正式には消滅した。
- 荻57：給田 → 千歳烏山駅 → 中宿 → 芦花公園駅 → 高井戸駅 → 柳窪 → 荻窪二丁目 → 川南 → 荻窪四丁目 → 荻窪駅南口

荻58に統合された後でも実際には荻57表示で運行していたが、2012年4月2日、この便も北野まで延伸され荻57は完全に消滅した。
- 烏20：千歳烏山駅 → 給田 → 北野 → 新川団地北口 → 新川 → パークシティ牟礼南 → 牟礼七丁目 → 北野 → 中宿 → 千歳烏山駅

2002年（平成14年）5月13日付で荻55を分割し、給田から先を補完する形で新設した。乗客減少から2007年9月15日限りで廃止され、新川・牟礼地区から関東バスの路線が消滅した。
- （出庫）：五日市街道営業所 → 柳窪 → 高井戸駅 → 芦花公園駅 → 中宿 → 千歳烏山駅 → 給田

2012年4月2日に北野まで延伸された。
- （出庫）：五日市街道営業所 → 柳窪 → 高井戸駅 → 芦花公園駅入口 → 中宿 → 千歳烏山駅 → 給田 → 北野 → 新川団地北口 → 新川 → パークシティ牟礼南 → 牟礼七丁目
- （入庫）：牟礼七丁目 → 北野 → 給田 →  中宿 → 芦花公園駅入口 → 高井戸駅 → 柳窪 → 五日市街道営業所

2007年9月16日、烏20の廃止を受けて運行を終了した。

### 春日線（一部系統の廃止）
- 荻70：荻窪駅南口 - 南荻窪三丁目 - 神明中学口 - 西荻南四丁目 - 西荻窪駅南口 - 松庵二丁目 - 松庵 - 吉祥寺駅南口 - 中町二丁目 - 横河電機前 - 三鷹駅

1974年（昭和49年）7月15日限りで廃止。西荻窪駅南口 - 吉祥寺駅南口間は廃止となり、両端はそれぞれ荻71系統と、武蔵野営業所の鷹45系統に分割された。さらに鷹45系統は武蔵野市コミュニティバス『ムーバス』6号線へ移行のため、2007年3月31日限りで廃止となった。
- 荻61：荻窪駅南口 - 荻窪四丁目 - 荻窪小学校 - 宮前三丁目 - 松庵二丁目 - 西荻窪駅南口

2004年（平成16年）10月16日付で荻71と統合・循環化のうえ、荻62に系統番号変更。
- 荻62：荻窪駅南口 - 荻窪四丁目 - 荻窪小学校 - 松庵二丁目 - 西荻窪駅南口 - 西荻南四丁目 - 神明中学口 - 南荻窪三丁目 - 荻窪駅南口

2004年10月16日付で荻61・71を統合して新設された。乗客減少と原油価格高騰を理由に、2008年9月15日限りで廃止となって荻71系統が復活する（後述）。末期は丸山営業所から転属した小型車が専用で充当されていた。
- 荻71：荻窪駅南口 - 南荻窪三丁目 - 神明中学口 - 西荻南四丁目 - 西荻窪駅南口

2004年10月16日付で荻61と統合・循環化のうえ、荻62に系統番号変更となったため荻61と共に一度廃止されたが、2008年（平成20年）9月16日付で再度分割して荻71のみ復活した。当初は朝のみ運行し、2009年8月3日より夕方便の運行も開始し、通勤客の輸送を担ったが、2010年（平成22年）9月30日限りで再び廃止、荻窪駅南口 - 西荻窪駅南口間のバス路線は完全に消滅した。
- （出入庫）：五日市街道営業所 - 柳窪 - 春日神社 - 松庵二丁目 - 西荻窪駅

2010年10月1日、荻71の廃止を受けて運行を終了した。

### 成宗線（一部系統の廃止）
- 高44：高円寺駅南口 - 新高円寺駅 - 大法寺前 - 成田東 - 五日市街道営業所 - 柳窪 - 春日神社 - 宮前三丁目 - 松庵二丁目 - 松庵 - 吉祥寺駅

中36を朝夕のみ高円寺駅発着としたもの。2001年（平成13年）6月1日付で中36と統合し、中36は終日運転となった。
- 新01：新高円寺駅 - 大法寺前 - 成田東 - 五日市街道営業所

中35の朝ラッシュ時の応援と、新高円寺駅で地下鉄丸ノ内線に乗り換える乗客の遠近分散を狙って、2001年（平成13年）6月1日付で新設。2004年（平成16年）10月15日限りで一度廃止となったが、同年夏から東京高円寺阿波おどり開催時に高45系統を新高円寺駅打ち切りとするため臨時便として復活する。2009年（平成21年）8月の阿波踊り開催日をもって運行を完全終了した。

### 馬橋線・高円寺線（一部系統の廃止）
- 高40：野方 - 八幡前 - 野方二丁目 - 大場通 - 高円寺駅北口
- 高41：野方 - 八幡前 - 野方二丁目 - 大場通 - 高円寺駅北口 - 高円寺駅南口 - 新高円寺駅 - 大法寺前 - 成田東 - 五日市街道営業所

西武野方駅とJR高円寺駅を結ぶ短距離路線。この区間には他に阿佐谷営業所と国際興業赤羽営業所の2社共同による赤羽線もあるが、赤羽線は開設が昭和40年代後半と遅かったため、独立して維持されてきた。

2008年9月16日付で高60系統の3営業所共管を解消し単独所管となった際に、高60へ吸収される形で廃止。その後、野方と高円寺を結ぶ路線は2013年（平成25年）3月15日付で阿佐谷営業所担当の大03によって事実上復活している。
- 高61：高円寺駅北口 - 大場通 - 野方二丁目 - 八幡前 - 野方駅北口 - 中野北郵便局

高63系統の終点、豊玉南住宅が完成するまでの暫定路線として2008年（平成20年）9月16日付で新設。2009年（平成21年）10月1日付で本格運行となる高63系統へ移行した（前述）。

### 烏山線（一部系統の廃止）
- 烏02：久我山病院 → 烏山都営住宅 → 烏山 → 給田 → 北野 → 新川団地北口 → 新川本町 → 南新川 → 新川 → 三鷹第一小学校 → 西原 → 西牟礼 → 牟礼

久我山病院から千歳烏山駅を通り抜け、北野・新川地区から牟礼へ向かう路線。終点の牟礼停留所は京王バス東（旧・京王帝都電鉄）の三鷹線、小田急バスの牟礼団地線が停車する「三鷹台団地」停留所と同じ位置で、到着後は人見街道経由で営業所へ回送された。最終1便の運用になる前は長く日中の２便運行の時が続いていた時には，交代で次の車両が営業所から着く時刻の日中の入庫便の内２便がこの運用に着いていたので，そのほかの時刻の入庫便は現在と同じであった．時刻表に直接入庫便は五の印が付けられ牟礼を回って入庫の便には牟礼と印が付けられていた．下記にも記されているが，時刻表上烏20系統運行開始時には夜間の最終1便が、千歳烏山駅始発で運行されていたので，3本運行の増便状態になっていた．後に本来の烏02の便が廃止されたため減便となった．LED表示器になった末期は系統番号の表示を行っていなかった。
末期に時刻改正，廃止等で配布された印刷物では烏01-2と記される物と，烏02と記される物が混在して居た．白地に緑で印刷された時期の大判行き先表示幕(方向幕)では，烏02と記される物が，バスに取り付けられて表示されて居り，一部停留所の行き先案内にも，緑の長方形に白文字で，烏02と記される停留所標識が存在していた．部内でダルマと呼ばれた古い形のコンクリートの重りに鉄パイプ．上部は平らに潰され円盤が螺留めされた形である．
終点の牟礼(三鷹台団地)にも，此の形状の停留所標識が置かれて居たが，新しい物と交換され番号は無記載であった．

昭和初期に個人事業者によって立ち上げられ、その後進運乗合が買収。戦時統合によって関東乗合に渡った歴史を持ち都合70年以上に渡り維持されてきたが、旧武蔵野乗合以来の地位を固めた小田急バスの路線に押される形で平成の初期には夜間の1便のみが残される免許維持路線に転落。2005年（平成17年）10月31日限りで久我山病院と烏山の間を廃止して高井戸線の烏20の入庫便となった（後述）。内部呼称では、牟礼廻りと呼ばれていた。
- （烏20入庫）：高井戸線の下り終前として新川団地北口 → 新川 → パークシティ牟礼南 → 牟礼七丁目ヘと進み、上り便の千歳烏山駅ヘ向かう最終として北野 → 中宿 → 千歳烏山駅 → 給田 → 北野 → 新川団地北口 → 新川本町 → 南新川 → 新川 → 三鷹第一小学校 → パークシティ牟礼南 → 西原 → 西牟礼 → 牟礼と、人見街道を直進し牟礼から回送で、そのまま直進し入庫をした。上りの終前迄の入庫便は、上りを営業で入庫をするため、中宿から芦花公園駅方へ曲がるため、千歳烏山駅ヘは行かない。これは、烏山線の烏01系統から入庫する便と同一経路である。牟礼7丁目発の最終のみ経路が変えられ，甲州街道へ曲がらず，旧甲州街道に行き，千歳烏山駅前を経由した．甲州街道の降車停留所は通らなかった．気をつけて乗車をしないと，入庫の便は3方向に行くので降りたい停留所に行かない場合があった．(下りで牟礼から入庫，上りで甲州街道廻りで入庫，旧甲州街道千歳烏山駅前廻りで入庫である)．

2005年11月1日付で烏02の久我山病院 → 烏山を短縮したもので、烏02時代と同様夜1便のみ運行されていた。烏20系統と共に2007年（平成19年）9月15日限りで廃止、同時に関東バスは歴史が永く，便数の少ない路線は同社では車内掲示路線図等には，基本的に掲載しないのであったが，この牟礼廻りのみは，廃止迄車内掲示路線図に入れられて居た．三鷹市新川・牟礼から撤退した。(この頃の他の営業所の，免許維持路線は阿佐ヶ谷営業所の宿07新宿駅西ロ～阿佐ヶ谷営業所以外，車内掲示路線図に記載されて居なかった．配布総合路線図には，この両系統も抜かせて居た．)

## 車両
かつては、関東バスが長年懇意にした日産ディーゼル工業（現・UDトラックス）に加えて、沿線に大規模な工場を持っていた日産自動車の大型バスURシリーズをまとまった数使用していた。

日産URシリーズは、ホイールベースが4.3ｍと短いUR690を納車させた。UR690は1960年（昭和35年）に日産グループ入りした民生デイゼル以来の2サイクルエンジンUD3と、富士重工R13ボディを組み合わせるのが基本だったが、モデルライフ初期の2年間だけ、北村製作所製のボディを組み合わせたURが納車された。他の営業所では4R82に変更した後，五日市街道営業所になってからも取引は続き、1968年（昭和43年）に生産が打ち切られるまで毎年日産URの新造車が入っていた。
旧川南営業所の時代に納車された最初のURは，当時の納入のUD車4R93のヘッドライトは2灯式であった，そのヘッドライトこそ4灯であったが、前部の方向指示器は腕木式方向指示器を備えていた。前中折り戸仕様であったが、降車客の後輪巻き込み事故防止の為、次年度より前後折り戸仕様に変更された。2年目と3年目の初期の2年間のみ導入された、北村製作所のボディは、後面が独立2枚窓であり、富士重工製に比べ古く見えた。日産からの最終納車となった1968年には前面に方向幕が有る以外は観光バスのスタイルをしたものが配属された。日産ディーゼル4R系と日産URの区別は、後部左テールライトの下に取り付けられたエンブレムが日産ディーゼルは赤丸に白抜きのUDマークだったのに対し、URはテールライトの下のエンブレムは日産自動車の鋳物のバッヂで，ナンバープレートの下に片仮名で「ニッサン」と書かれており、これが外見上唯一の決定的な違いだった。他の場所のマークは，全て日産ディーゼル車と同じであり，前方のドア脇と運転台窓の下には，赤い丸にUDの白文字のマークが付き，前面の関東バスのマークの下にも日産ディーゼルのエンブレムが取り付けられていた．需給の関係で一部車両が丸山営業所へ転属して使用された事も有る。

UR690の生産終了後は、関東バスの他の営業所と同様に日産ディーゼル工業製の4R82に移行したが、2サイクル車の製造中止後には、此の営業所に特有の狭復道路のある荻51系統用に日野自動車のブルーリボンRDを導入したのを最後に、道路事情の悪い路線には中型車を投入する方針に変わった。
高井戸線・成宗線・高円寺線用の大型車であるUAノンステップ車、中型ロングノンステップ車、春日線・川南線・烏山線などで運転される中型車、松ノ木線で運転される小型車などが配置されている。
日産ディーゼル（現・UDトラックス）製の車両は中型ロングのJPの多くが所属し、生え抜きの車両のほか阿佐谷、丸山の各営業所からの転属車もある。中型車のスペースランナーRMが2009年まで、大型車のスペースランナーRAは2010年まで導入されたほか、最後の導入となった2010年には全国的にも珍しいスペースランナーAノンステップ車も導入されている。三菱ふそう製の大型車と中型車も導入されており、2011年から大型車は三菱ふそう製のエアロスターの導入に切り替えられたほか、2012年には中型車で新型のエアロミディノンステップ車も導入されるようになり、現在は三菱ふそうの中型車(800番台）の大多数を占めるようになった。小型車は三菱ふそう製のエアロミディMEで、当所から配置されていた3台に加え、2013年に1台が阿佐谷営業所から転入しているが、経年の為現在はE154号車のみとなり、現在は、日野・ポンチョ(E111号車,E112号車）に置き換えられた。
2016年9月1日から杉並区コミュニティバス・すぎ丸　かえで路線が青梅街道営業所より移管され、(E158～E160号車）現在は、(E161～E163号車) 専用車が使用される。なお、点検などで車両が不足する場合は、松ノ木線用のE111,112号車が使用される。
小型車の車両不足を補うため元ムーバスで使用されていたポンチョが移籍している。主に高45、新02系統で使用されるが、すぎ丸に充当される事がある。
2019年には初めていすゞ自動車のエルガミオが導入された。
2014年11月17日からご当地ナンバー第2弾のうちの一つとして杉並ナンバーが発足したのに伴い、同日以降の新車及び他営業所からの転入車はこれまでの練馬ナンバーから杉並ナンバーでの登録となる。2015年1月15日に納車された新車のE823号車（杉並 200 か ・・・4、三菱ふそうTKG-MK27FHF）が関東バスでの杉並ナンバー登録第1号となった。